# Boda de Olaf de Noruega y Marta de Suecia
La boda del príncipe heredero Olaf de Noruega y la princesa Marta de Suecia tuvo lugar el 21 de marzo de 1929 en la Catedral de Oslo. 

## Antecedentes
Olaf era el hijo del rey Haakon VII de Noruega y la reina Maud, y por lo tanto heredero al trono. Por su parte, Marta era la hija de los duques de Västergötland, el príncipe Carlos de Suecia y la princesa  Ingeborg de Dinamarca, y por lo tanto nieta del rey  Óscar II de Suecia y del rey Federico VIII de Dinamarca.
Olaf y Marta eran primos hermanos (compartían a Louise Josefina Eugenia de Dinamarca como abuela) y se conocían desde niños pero su noviazgo empezó durante los Juegos Olímpicos de 1928 en Ámsterdam. Su compromisó se anunció el 14 de enero de 1929.

## Boda
Contrajeron matrimonio el 21 de marzo de 1929 en la Catedral de Oslo en la que fue la primera boda real celebrada en Noruega en 340 años.
La iglesia estaba adornada en flores de diferentes tonos de azaleas blancas, lilas, tulipanes, hortensias y lirios blancos con un telón de fondo de palmeras. Varios cientos de cantantes de tres coros separados flanquearon el órgano de la pipa, mientras 50 militares se encontraban en saludo a lo largo del pasillo central.
Había 1 600 invitados, entre ellos numerosos familiares y amigos de ambos lados, así como funcionarios del gobierno, diplomáticos extranjeros y muchos ciudadanos.
Dos saludos de 21 cañones fueron disparados desde la Fortaleza de Akershus. Después de la ceremonia se celebró un almuerzo en el Palacio Real de Oslo para 200 invitados.
La princesa Marta llevaba un vestido de lamé de plata blanca con una cola de cuatro metros de largo, bordado con lirios y decorado con perlas y lentejuelas. Su velo, que era casi tan largo como la cola de su vestido, era de encaje de Bruselas antiguo, y se mantuvo en su lugar con una tiara de flores naranjas rematada con una pequeña corona de mirto. El ramo estaba formado por lirios blancos, más tarde para ser conocido como los lirios de Marta.

## Otros datos
Olaf y Marta tuvieron tres hijos:
- Princesa Ragnhild de Noruega (9 de junio de 1930)
- Princesa Astrid de Noruega (12 de febrero de 1932)
- Rey Harald V de Noruega (21 de febrero de 1937)

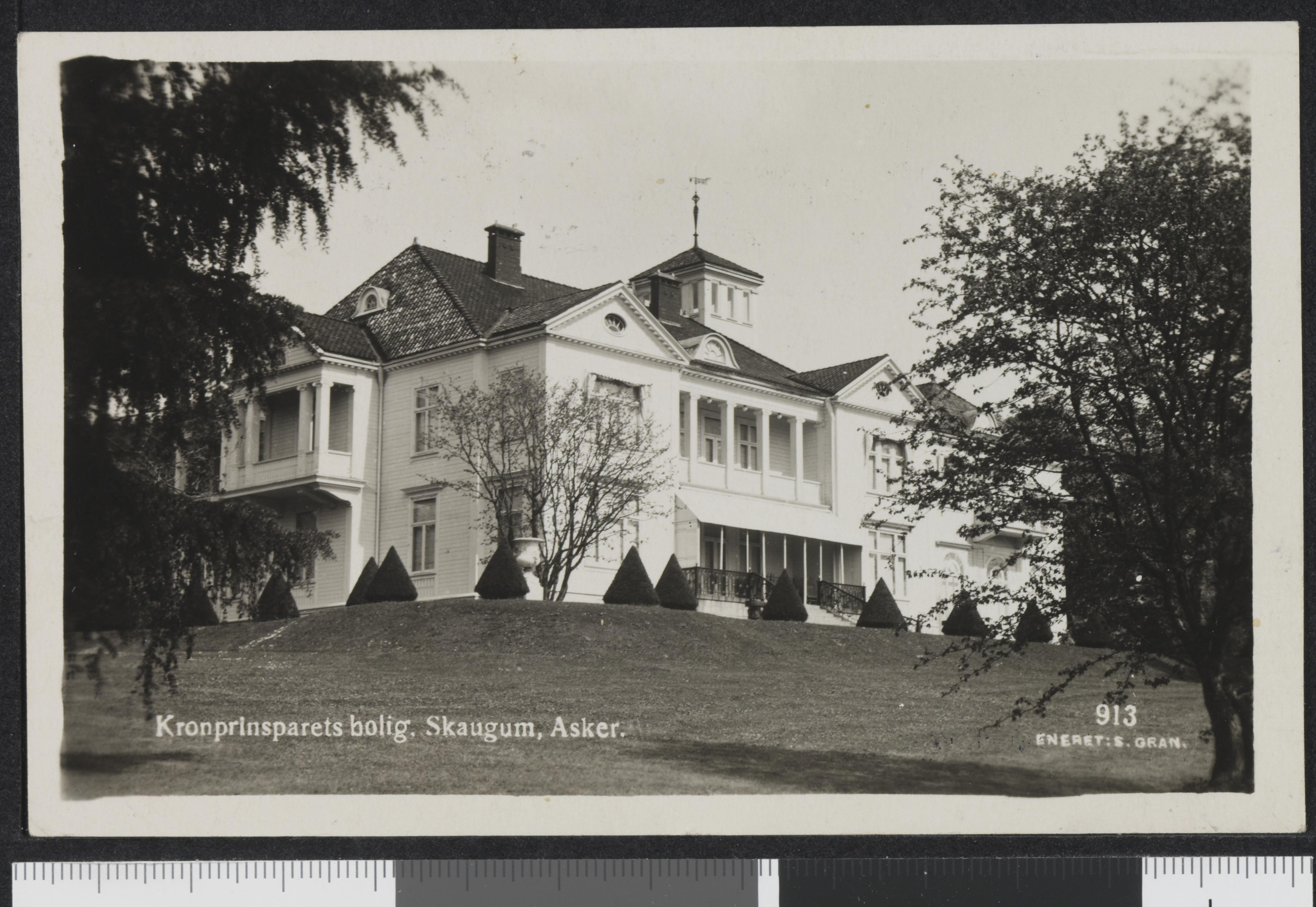
Palacio de Skaugum

Residieron desde su matrimonio en el Palacio de Skaugum aunque con el inicio de la Segunda Guerra Mundial, la princesa Marta y sus hijos se mudaron a Suecia y posteriormente a Washington D. C. Cuando finaliza la guerra regresan a Oslo. 
Marta fallece el 5 de abril de 1954 a los 53 años de edad. El 21 de septiembre de 1975 fallece el rey Haakon VII y Olaf se convierte en el nuevo monarca.
Olaf fallece el 17 de enero de 1991 a los 87 años de edad y es sucedido por su hijo Harald.